# Peter Shilton
Peter Leslie Shilton (Leicester, Inglaterra; 18 de septiembre de 1949) es un exfutbolista inglés que jugaba como guardameta. Se retiró en el Leyton Orient de la 4.ª división, a los 48 años de edad. Actualmente, ostenta el récord de ser el futbolista con mayor cantidad de partidos disputados de manera oficial en la historia. Shilton no debutó en una Copa Mundial de Fútbol hasta cumplir los 32 años, pero logró jugar 17 partidos en la fase final de las Copas Mundiales y compartir el récord de 10 partidos invicto en estas competiciones junto con el arquero francés Fabien Barthez.

## Biografía
Shilton participó en la Copa Mundial de Fútbol de 1986 celebrada en México. En el partido de cuartos de final, jugado el 22 de junio de 1986, en el Estadio Azteca, entre su equipo y el de Argentina, Maradona le convirtió los goles conocidos como el Gol del Siglo y La mano de Dios, Shilton al día de la fecha, sigue criticando dicho gol, gracias a ellos se hizo conocido. La mano de Dios, por lo cual Maradona confesó en una entrevista: "Tiene razón Shilton, el gol fue con la mano y el árbitro no lo vio, ese gol nunca debió validarse, pero ya está, pasó mucho tiempo".
Previamente, había participado de la Copa Mundial de Fútbol de 1982, y también jugó como titular el Mundial de 1990, celebrado en Italia, con 40 años. Asimismo, ganó el Premio PFA al jugador del año. Participó en las eliminatorias del Mundial 1974.
A mediados de 2004, intentó de nuevo volver a jugar a fútbol e incluso entrenó algunos días con el equipo maltés Marsaxlokk FC, pero no llegó a debutar.

## Clubes
| Club              | País       | Año       | Partidos | Goles |
| ----------------- | ---------- | --------- | -------- | ----- |
| Leicester City    | Inglaterra | 1966-1974 | 349      | 1     |
| Stoke City        | Inglaterra | 1974-1977 | 121      | 0     |
| Nottingham Forest | Inglaterra | 1977-1982 | 275      | 0     |
| Southampton FC    | Inglaterra | 1982-1987 | 242      | 0     |
| Derby County      | Inglaterra | 1987-1992 | 216      | 0     |
| Plymouth Argyle   | Inglaterra | 1992-1995 | 43       | 0     |
| Wimbledon FC      | Inglaterra | 1995      | 0        | 0     |
| Bolton Wanderers  | Inglaterra | 1995      | 2        | 0     |
| Coventry City     | Inglaterra | 1995-1996 | 3        | 0     |
| West Ham United   | Inglaterra | 1996      | 10       | 0     |
| Leyton Orient     | Inglaterra | 1996-1997 | 10       | 0     |
| Total             | Total      | Total     | 1271     | 1     |

## Selección inglesa
| Selección         | Años      | Partidos |
| ----------------- | --------- | -------- |
| Inglaterra Sub-16 | 1965      | 4        |
| Inglaterra Sub-18 | 1967      | 9        |
| Inglaterra Sub-23 | 1968-1972 | 13       |
| Inglaterra        | 1970-1990 | 125      |

### Participaciones en Copas del Mundo
| Mundial              | Sede   | Resultado        | PJ | GR   |
| -------------------- | ------ | ---------------- | -- | ---- |
| Copa Mundial de 1982 | España | Segunda ronda    | 5  | (-1) |
| Copa Mundial de 1986 | México | Cuartos de final | 5  | (-3) |
| Copa Mundial de 1990 | Italia | Cuarto puesto    | 7  | (-6) |
| TOTAL                | TOTAL  | TOTAL            | 17 | (-9) |

## Palmarés

### Campeonatos nacionales
| Título                          | Club              | País       | Año  |
| ------------------------------- | ----------------- | ---------- | ---- |
| Football League Second Division | Leicester City    | Inglaterra | 1971 |
| Charity Shield                  | Leicester City    | Inglaterra | 1971 |
| Football League First Division  | Nottingham Forest | Inglaterra | 1978 |
| Charity Shield                  | Nottingham Forest | Inglaterra | 1978 |
| Copa de la Liga de Inglaterra   | Nottingham Forest | Inglaterra | 1979 |

### Campeonatos internacionales
| Título              | Club              | Sede      | Año  |
| ------------------- | ----------------- | --------- | ---- |
| Copa de Europa      | Nottingham Forest | Múnich    | 1979 |
| Supercopa de Europa | Nottingham Forest | Barcelona | 1979 |
| Copa de Europa      | Nottingham Forest | Madrid    | 1980 |